# Marie-George Buffet
Pour les articles homonymes, voir Buffet.
Marie-George Buffet, née Kosellek le 7 mai 1949 à Sceaux (Hauts-de-Seine), est une femme politique française.
Elle est ministre de la Jeunesse et des Sports du gouvernement Jospin (1997-2002), secrétaire nationale du Parti communiste français (2001-2010) et candidate à l'élection présidentielle de 2007, où elle obtient 1,93 % des voix. Elle est députée de la Seine-Saint-Denis de 2002 à 2022.

## Origines, famille et études
Marie-George Buffet est la fille de Paul Kosellek, d'origine polonaise, fils d'un immigrant venu de Silésie et de Raymonde Rayer (1920-2012). Son père est ébéniste, puis tôlier garagiste. Sa mère est femme au foyer. Elle vit dans son enfance au dessus du garage familial « Berny Auto Réparation », au 111, avenue Aristide-Briand à Antony, dans les Hauts-de-Seine. L'établissement périclita, puis fit faillite le 18 octobre 1962 à la suite d'un grave accident de la circulation ayant blessé son père lors d'un dépannage. Puis Paul en étant venu à quitter la famille, son épouse éleva dès lors seule et dans une grande gêne financière ses sept enfants, restant un temps en ce lieu. Elle passe son baccalauréat en 1967 au lycée Joachim-du-Bellay d'Angers. Issue d'une famille non communiste, elle adhère au parti durant ses études puis devient présidente de la Fédération des étudiants en résidence universitaire de France et membre du bureau national de l'Union nationale des étudiants de France (UNEF). Licenciée en histoire-géographie, elle ne termine pas sa maîtrise et elle est employée à la mairie du Plessis-Robinson.
Le 29 juin 1972, elle épouse Jean-Pierre Buffet, secrétaire général de mairie, avec lequel elle a deux enfants.

## Parcours politique

### Débuts
Elle adhère au Parti communiste français en 1969, dans le sillage de Mai 68 et de la guerre du Viêt Nam. Elle devient adjointe au maire de Châtenay-Malabry, chargée des affaires sociales, en 1977. Entre 1977 et 1983, elle est conseillère régionale d'Île-de-France. Au Parti communiste, elle gravit tous les échelons et, en 1987, entre au comité central, puis en 1994 au bureau national, où elle se rallie à Robert Hue, qui succède à Georges Marchais. Durant cette période, elle est rédactrice en chef des Cahiers du Communisme. En 1996, elle entre au secrétariat national du PCF, chargée de la vie du parti, qui comprend notamment la commission des femmes. Elle dirige aussi l'école des cadres du parti, sise à Draveil.

### Ministre de la Jeunesse et des Sports
Lors de la victoire de la gauche plurielle, elle est élue députée de Seine-Saint-Denis avec 65 % des voix, puis est nommée ministre de la Jeunesse et des Sports le 4 juin 1997, dans le gouvernement Lionel Jospin,.
Elle affiche son souhait de lutter contre le dopage, notamment lors de l'affaire Festina, qui est amplement médiatisée lors du Tour de France 1998.
En décembre 1999, elle fait adopter un projet de loi instituant une contribution (appelée « taxe Buffet ») de 5 % sur la cession à un service de télévision des droits de diffusion de manifestations ou de compétitions sportives. Cette contribution, dont l'objectif est d'aider financièrement les clubs sportifs amateurs, est affectée au Fonds national de développement du sport (FNDS),.
Elle met également en place un Conseil national de la jeunesse, une instance consultative.
On lui attribue également une action bienveillante en faveur du rugby à XIII : considérée comme « le seul ministre des Sports à avoir défendu les XIII », elle remet à Gilbert Benausse le Prix national de carrière sportive, décerné par l’Association française pour un sport sans violence et pour le fair play.
En 2001, alors que Robert Hue prend la présidence du parti, fonction nouvellement créée, elle devient secrétaire nationale du PCF. Elle est alors la première femme à diriger ce parti.
Elle quitte ses fonctions ministérielles le 5 mai 2002, après la défaite de la gauche à l’élection présidentielle, étant remplacée par Jean-François Lamour. Le mois suivant, elle est élue députée dans la 4e circonscription de la Seine-Saint-Denis.
La démission de Robert Hue de sa fonction de président, en 2003, marque la fin de la codirection et la laisse seule à la tête du PCF.
En 2004, elle est tête de la liste du PCF aux élections régionales en Île-de-France, dans une démarche cherchant à rapprocher le PCF de divers acteurs des mouvements sociaux (Alternative citoyenne, Les Alternatifs, Association de la gauche républicaine, etc.) sous l'étiquette Gauche populaire et citoyenne.

### Élection présidentielle de 2007

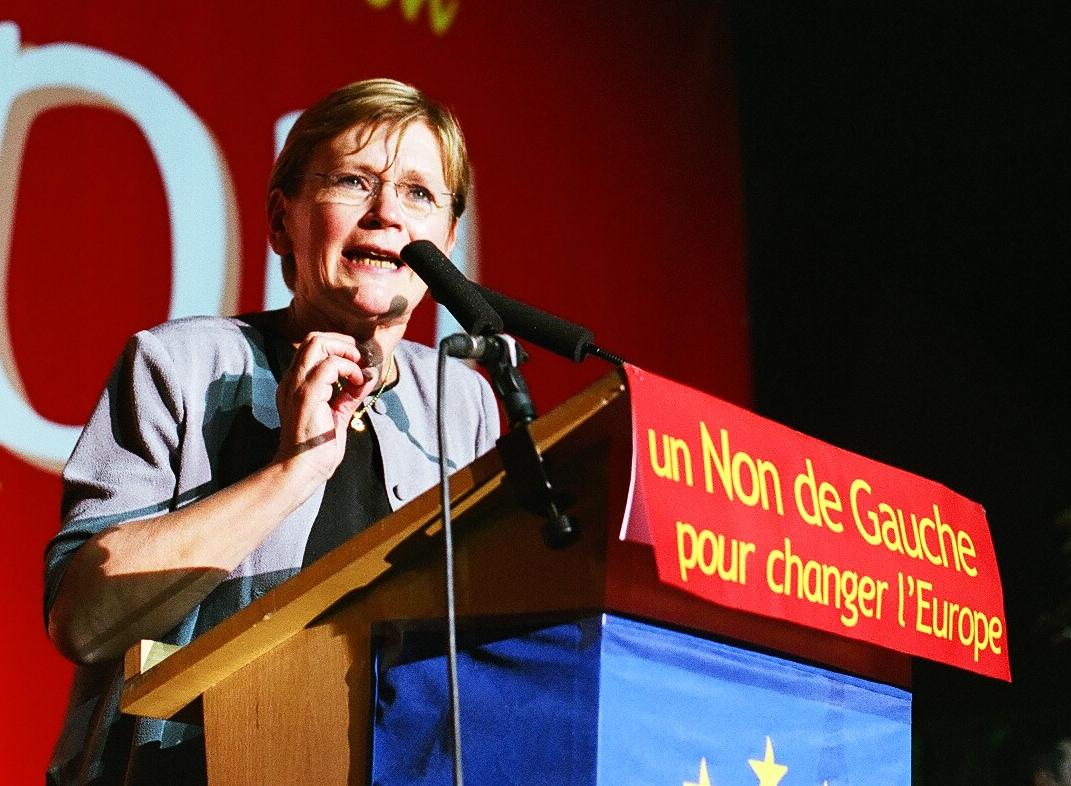
Marie-George Buffet en campagne contre le traité établissant une Constitution pour l'Europe, en 2005.

En vue de l'élection présidentielle et des élections législatives de 2007, elle s'engage dans une démarche de « rassemblement antilibéral » opérée autour de quelque 700 collectifs locaux, d'organisations et de personnalités impliquées dans la campagne pour le « non » au référendum du 29 mai 2005 sur le traité établissant une Constitution pour l'Europe. Ces organisations et personnalités sont regroupées au sein des collectifs unitaires.
Candidate à l'investiture des collectifs, elle est placée en tête par la majorité de ceux-ci lors de leur consultation, malgré la contestation d'adversaires pour qui le PCF a effectué un « coup de force » en s'appropriant les collectifs. Le 10 décembre, sa candidature n'étant pas consensuelle parmi les organisations du collectif national, le rassemblement antilibéral se trouve dans l'impossibilité de désigner un candidat. Le 20 décembre, lors d'un vote interne, les adhérents du PCF décident du maintien de la candidature de Marie-George Buffet. Le lendemain, un collectif national prend acte du fait qu'il ne peut y avoir candidature unique en vue de l'élection présidentielle.
En janvier 2007, Marie-George Buffet annonce sa candidature et se met en congé de la direction du PCF, où elle est remplacée par un collectif de cinq personnes le temps de la campagne. Ainsi, elle affirme ne pas se présenter en tant que candidate du seul PCF, mais comme la candidate « pour rassembler la gauche populaire et antilibérale ». Elle prend comme slogans « Vivre mieux, on y a droit », puis « Une gauche courageuse, ça change la vie » et « Le 22 avril, le vote de gauche : Marie-George Buffet ».
Pendant la campagne, elle propose notamment une hausse générale des salaires, de nouveaux services publics, une sécurisation de l'emploi et de la formation permettant d'en finir avec le chômage, la régularisation des sans-papiers et une VIe République.
Lors du premier tour, le 22 avril, elle obtient 1,93 % des voix, soit le pire score jamais enregistré par un candidat communiste à cette élection, et arrive en 7e position (sur 12), après Philippe de Villiers et devant Dominique Voynet. Elle appelle ses électeurs à voter Ségolène Royal au second tour. Réélue secrétaire nationale par un conseil national le 24 avril, elle prend l'initiative de proposer la tenue d'un congrès extraordinaire avant la fin de l'année, pour que l'ensemble des communistes puissent se poser les questions du rôle, de l'utilité et de la visée du Parti communiste aujourd'hui.

### Après l'élection présidentielle de 2007

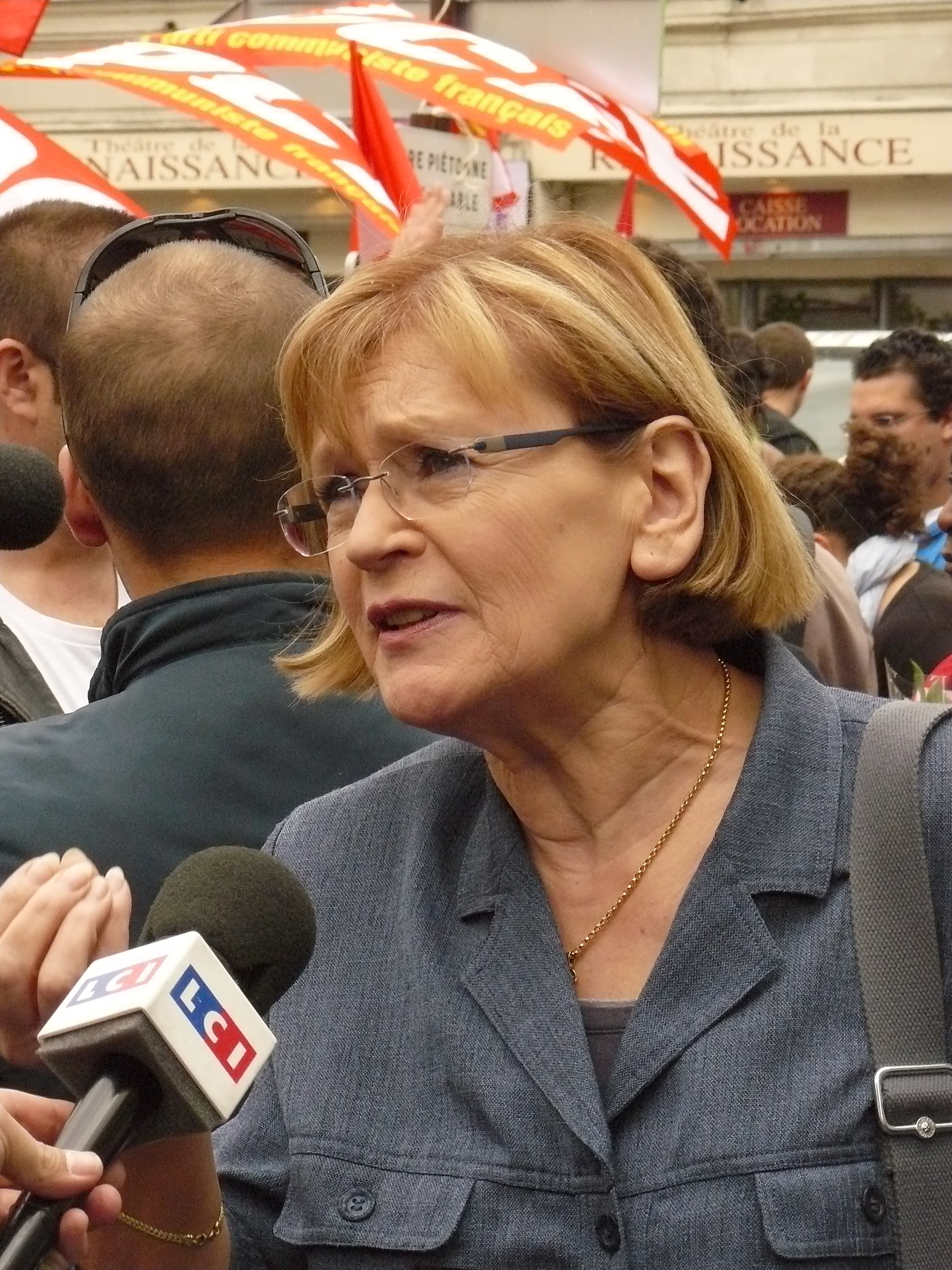
Marie-George Buffet lors de la manifestation du 1 mai 2010 à Paris.

En 2008, dans la perspective des élections européennes de 2009, elle participe à la création du Front de gauche, avec le Parti de gauche de Jean-Luc Mélenchon et la Gauche unitaire de Christian Picquet.
Lors du XXXVe congrès du PCF de juin 2010, Pierre Laurent lui succède au secrétariat national du PCF.
Le 17 juin 2012, elle est réélue députée dans la 4e circonscription de la Seine-Saint-Denis. Talonnée au premier tour par la candidate socialiste Najia Amzal, elle bénéficie de son désistement au deuxième tour, où elle reste seule en lice.
Elle « parraine » la candidature de Jean-Luc Mélenchon pour l'élection présidentielle de 2017.
Candidate à sa réélection lors des élections législatives de 2017, elle l'emporte au second tour face à Prisca Thevenot, la candidate LREM.
Toujours investie dans les questions sportives, elle participe avec son collègue Sacha Houlié de la majorité (LREM) à la mission parlementaire qui évalue les politiques publiques de sécurité visant les manifestations sportives. Sur le sujet notamment des interdictions administratives de stade (IAS), les deux parlementaires proposent dans leur rapport en mai 2020 une sortie de certaines dérives liberticides constatées depuis près de 15 ans,. Les deux députés préconisent plus généralement davantage de dialogue et de souplesse avec les supporters.
Marie-George Buffet est également rapporteure de la Commission d'enquête « pour mesurer et prévenir les effets de la pandémie de Covid-19 sur les enfants et la jeunesse » rendue en décembre 2020, avec pour présidente sa collègue de la majorité Sandrine Mörch : Marie-George Buffet y insiste notamment sur la garantie d'un minimum de revenus pour les 18-25 ans et l'importance de l'éducation physique et sportive, en période post-Covid où les effets de la sédentarisation se sont accrus pour les plus jeunes.
Considérée comme une amie proche de Jean-Luc Mélenchon, elle annonce le 15 novembre 2020 qu’elle soutient le dirigeant de La France insoumise pour l'élection présidentielle de 2022. Comme en 2017, ce soutien est débattu au sein d'un Parti communiste français, qui n'a pas encore statué sur sa position officielle, plusieurs cadres du parti étant favorables à une candidature communiste ou d'union de la gauche,.
En 2021, elle crée l'association Femmes ici et là-bas, qui participe à faire venir en France six joueuses de l’équipe nationale de handball afghane après le retour des talibans au pouvoir dans le pays,.
Après avoir souffert d'un cancer du pancréas l'année précédente, elle ne brigue pas un nouveau mandat de députée aux élections législatives de 2022, se retire de la vie politique, mais reste tout de même suppléante de sa successeure, Soumya Bourouaha. L’année suivante, elle est nommée coprésidente, avec Stéphane Diagana, du Comité national pour l’éthique et la vie démocratique dans le sport.
Elle reste suppléante de Soumya Bourouaha, réélue députée, en 2024.

## Prises de position
Militante féministe, elle participe aux diverses actions de la Coordination des associations pour le droit à l'avortement et à la contraception (CADAC) et aux Assises des droits des femmes. Elle est opposée à la GPA.
Lors de la coupe du monde de football de 2018, elle signe une tribune dans le journal Le Monde, dans laquelle elle appelle à plus de régulation dans le milieu sportif et à une meilleure redistribution des revenus générés par le football. Elle appelle également à une régulation de l'éthique, l'autorégulation en place n'étant pas suffisante selon elle.

## Synthèse des résultats électoraux

### Élections présidentielles
| Année | Parti | Parti | 1er tour | 1er tour | 1er tour | Issue  |
| Année | Parti | Parti | Voix     | %        | Rang     | Issue  |
| ----- | ----- | ----- | -------- | -------- | -------- | ------ |
| 2007  |       | PCF   | 707 268  | 1,93     | 7e       | Battue |

### Élections législatives
| Année | Parti | Parti | Circonscription            | 1er tour | 1er tour | 1er tour | 2e tour | 2e tour | 2e tour | Issue |
| Année | Parti | Parti | Circonscription            | Voix     | %        | Rang     | Voix    | %       | Rang    | Issue |
| ----- | ----- | ----- | -------------------------- | -------- | -------- | -------- | ------- | ------- | ------- | ----- |
| 1997  |       | PCF   | 4e de la Seine-Saint-Denis | 7 055    | 27,52    | 1re      | 16 232  | 64,99   | 1re     | Élue  |
| 2002  | 6 634 | PCF   | 4e de la Seine-Saint-Denis | 29,25    | 1re      | 11 498   | 56,71   | 1re     | Élue    |       |
| 2007  | 7 078 | PCF   | 4e de la Seine-Saint-Denis | 32,26    | 2e       | 12 324   | 56,00   | 1re     | Élue    |       |
| 2012  | 8 731 | PCF   | 4e de la Seine-Saint-Denis | 33,64    | 1re      | 15 031   | 100,00  | 1re     | Élue    |       |
| 2017  | 6 428 | PCF   | 4e de la Seine-Saint-Denis | 32,80    | 1re      | 9 926    | 59,63   | 1re     | Élue    |       |

### Élections régionales
Les résultats ci-dessous concernent uniquement les élections où elle est tête de liste.
| Année | Liste | Liste | Région        | Premier tour | Premier tour | Premier tour | Second tour | Second tour | Second tour |
| Année | Liste | Liste | Région        | Voix         | %            | Rang         | Voix        | %           | Rang        |
| ----- | ----- | ----- | ------------- | ------------ | ------------ | ------------ | ----------- | ----------- | ----------- |
| 2004  |       | PCF   | Île-de-France | 263 915      | 7,20         | 5e           | Fusion      | Fusion      | Fusion      |

## Détail des mandats et fonctions

### Au gouvernement
- 4 juin 1997 - 5 mai 2002 : ministre de la Jeunesse et des Sports

### À l'Assemblée nationale
- 12 juin 1997 - 4 juillet 1997 : députée de la 4e circonscription de Seine-Saint Denis
- 19 juin 2002 - 21 juin 2022 : députée de la 4e circonscription de Seine-Saint Denis
- Secrétaire de la commission des Affaires culturelles et de l'Éducation de l'Assemblée nationale[33] (2010-2012)

### Au niveau local
- 20 mars 1977 - 13 mars 1983 : adjointe au maire de Châtenay-Malabry, dans les Hauts-de-Seine[34]
- 16 mars 1998 - 1er juillet 2002 : conseillère régionale d'Île-de-France
- Mars 2001 - 25 mai 2020 : conseillère municipale du Blanc-Mesnil, en Seine-Saint-Denis (dans l'opposition de 2014 à 2020)
- 29 mars 2004 - 22 avril 2004 : conseillère régionale d'Île-de-France

## Décoration
- Chevalière de la Légion d'honneur (2022)[35]